# Росянка капская
Рося́нка ка́пская (лат. Drósera capensis) — небольшое насекомоядное растение, вид рода Росянка (Drosera) семейства Росянковые (Droseraceae). Благодаря своему размеру, простоте выращивания и обильному количеству семян, оно стало одним из самых популярных в культуре видов росянок и, таким образом, одним из наиболее часто заносных и натурализующихся инвазивных видов Drosera.

## Описание
Небольшое розеточное многолетнее травянистое растение. Образует розетку от диаметром от 18 до 25 см.
Листья капской росянки продолговато лопатчато-линейные. Длиной до 3,5 см (не включая черешок) и 0,3 — 0,5 см шириной; сужены в черешок, в густой розетке, красноватые, реснитчатые, с красными железконосными щетинками. Верхняя поверхность листика покрыта волосиками, которые при соприкосновении с ними выделяют липкую слизь для поимки насекомых. После того, как насекомое поймано, края листа закрываются. Такое завершается в течение тридцати минут. Механизм свёртывания листа избирателен и реагирует только на органическую пищу, тогда как случайные воздействия в виде капли воды или упавшего листа, не вызывают начала пищеварительного процесса.
Цветы бледно-фиолетовые, крупные, более 2 см, в числе до 50 штук, собраны в кистевидные соцветия, на стрелках высотой до 35 см. Лепестков пять. Цветы могут самоопыляться после закрытия и производить обильное количество очень мелких, веретенообразных семян, которые высвобождаются из капсул, образующихся после отмирания цветов.

Морфология
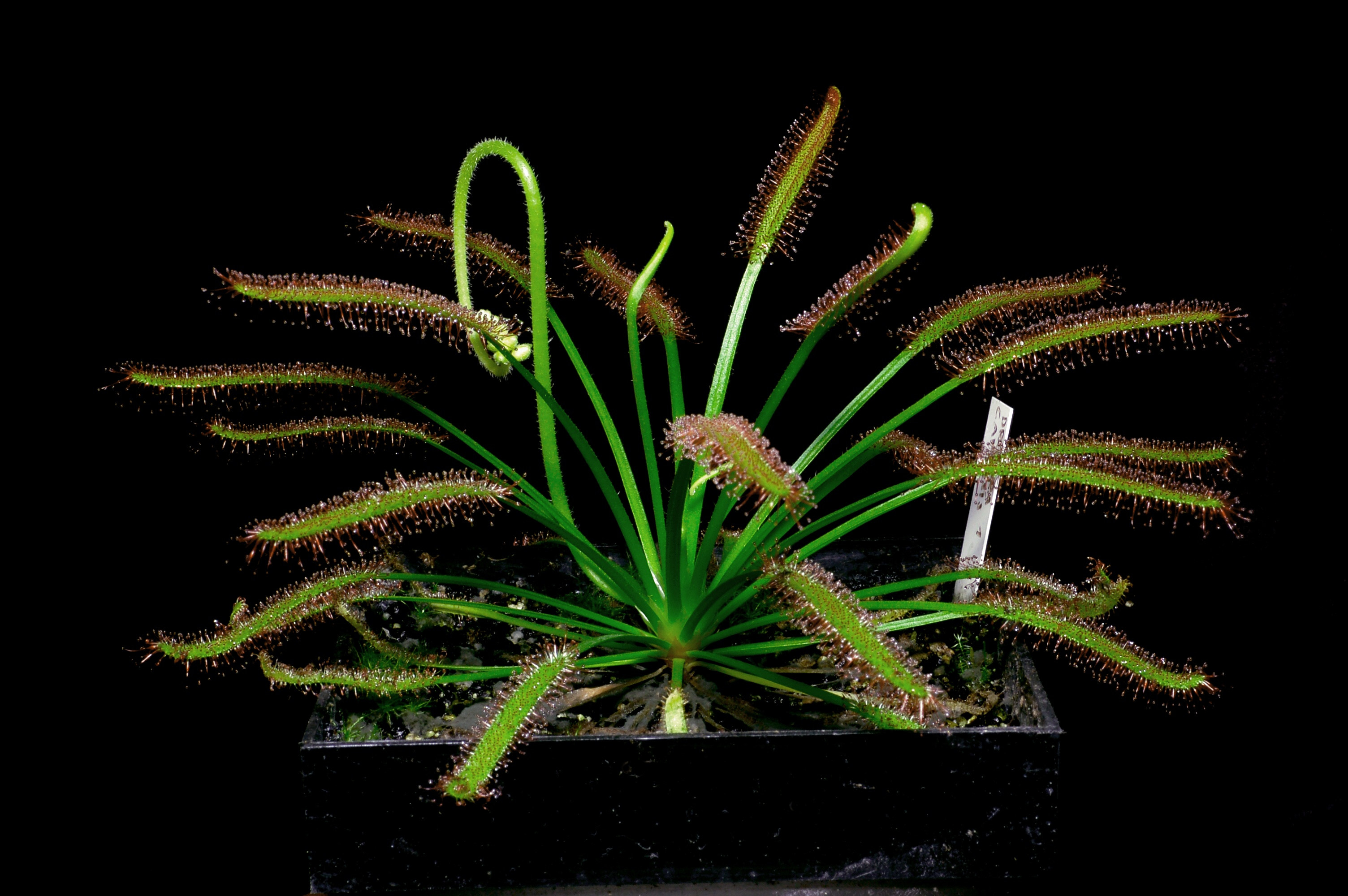
Общий вид растения в культуре
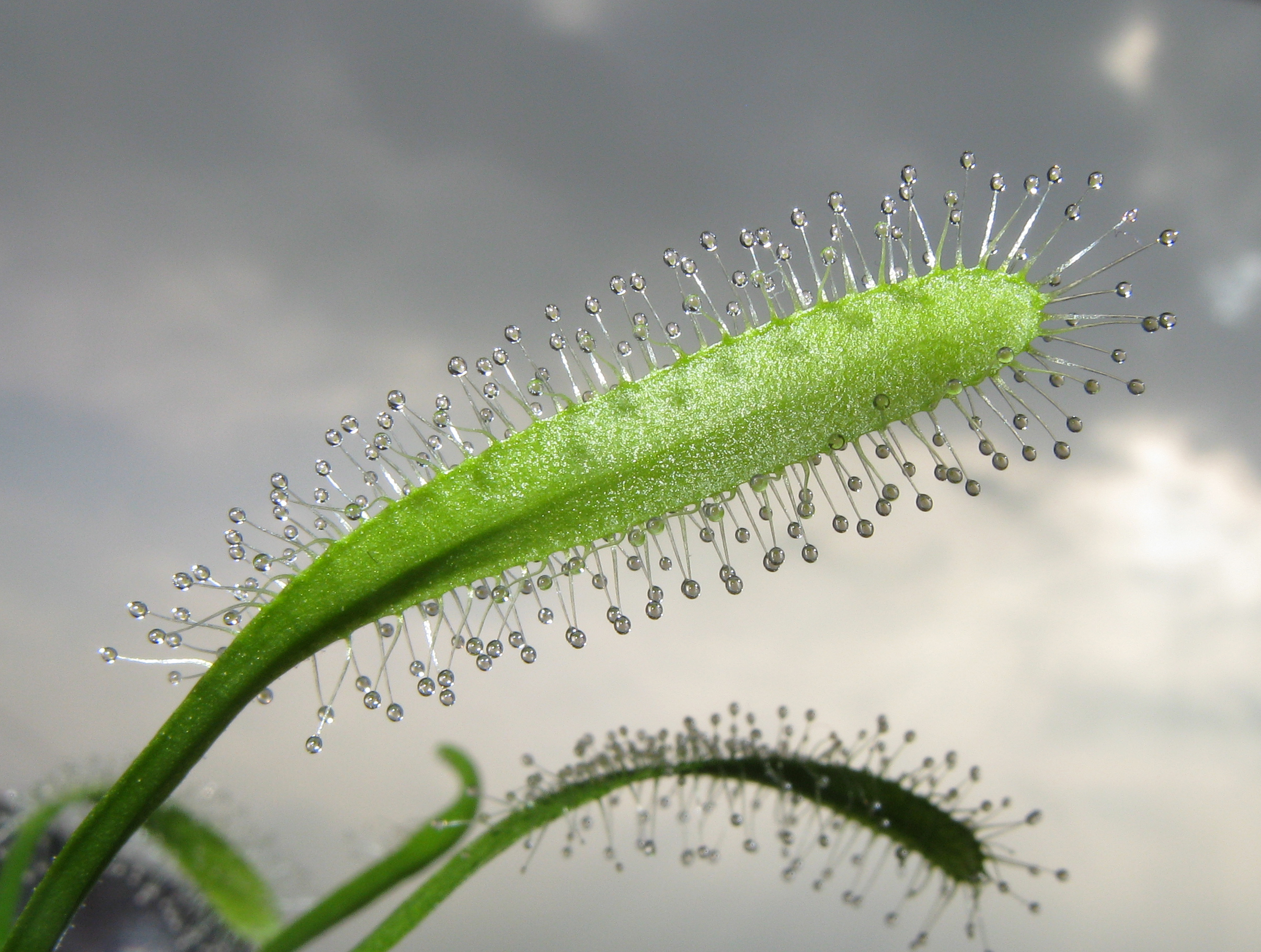
Лист
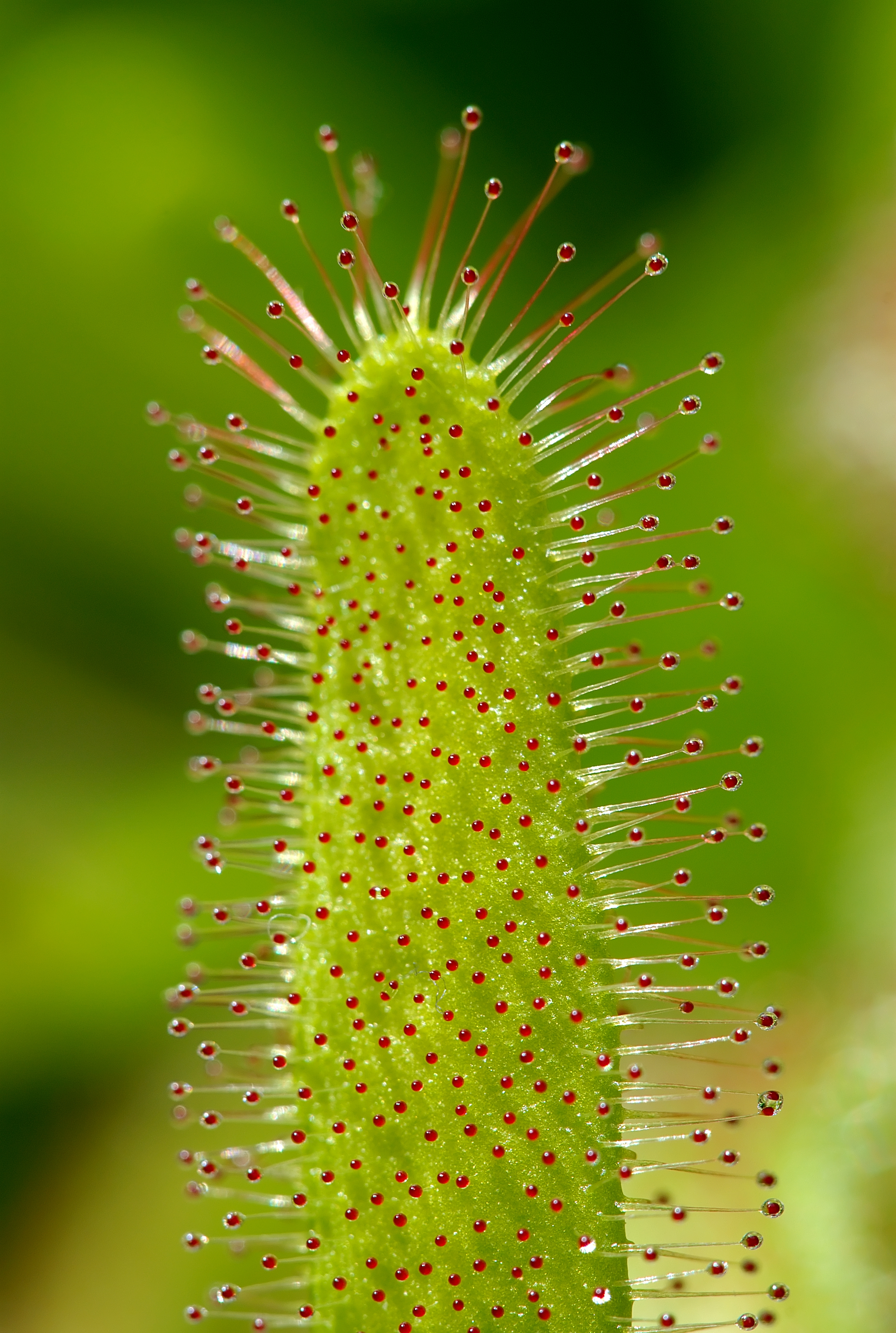
Часть листа с каплями ложного нектара
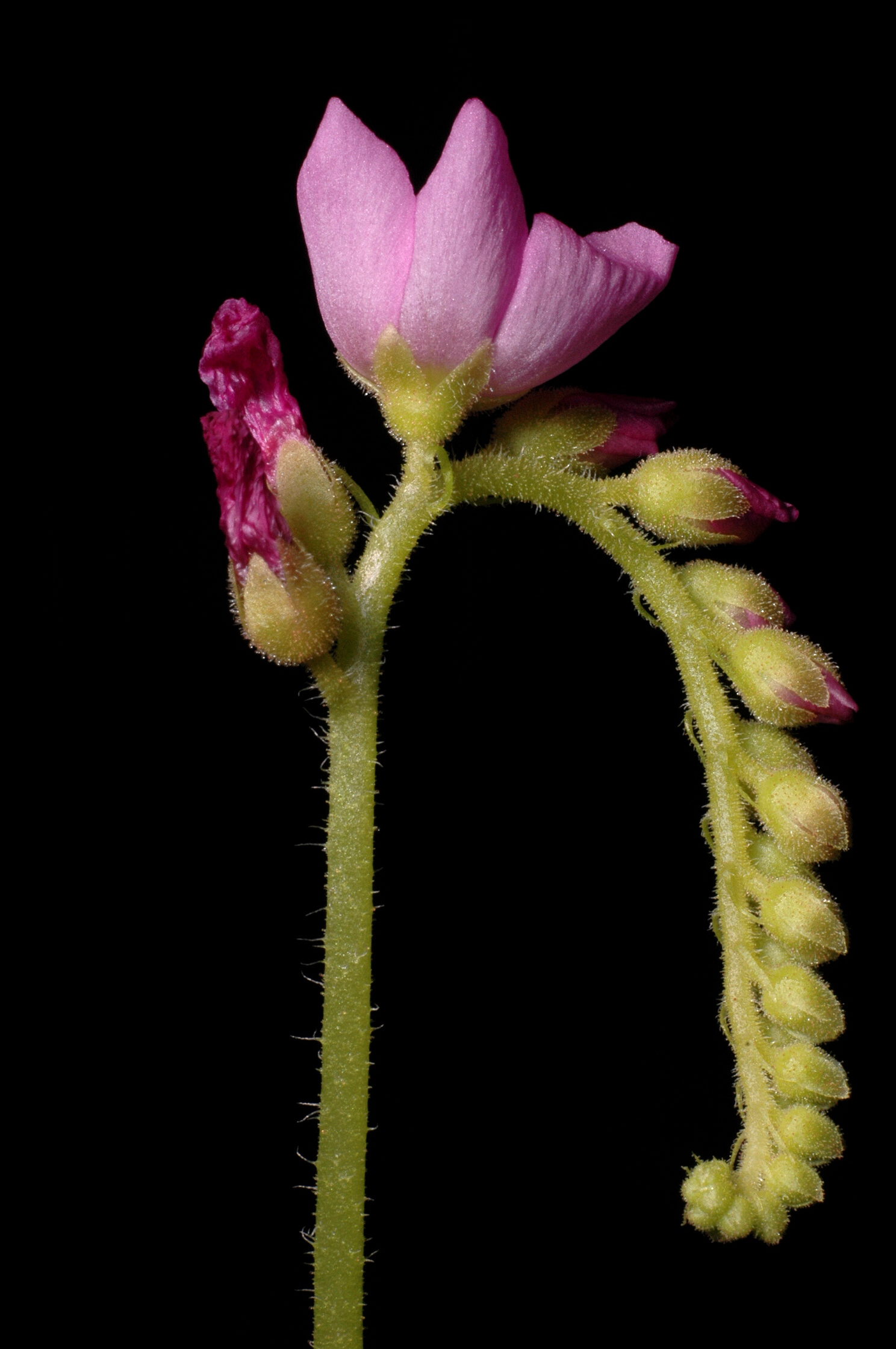
Соцветие
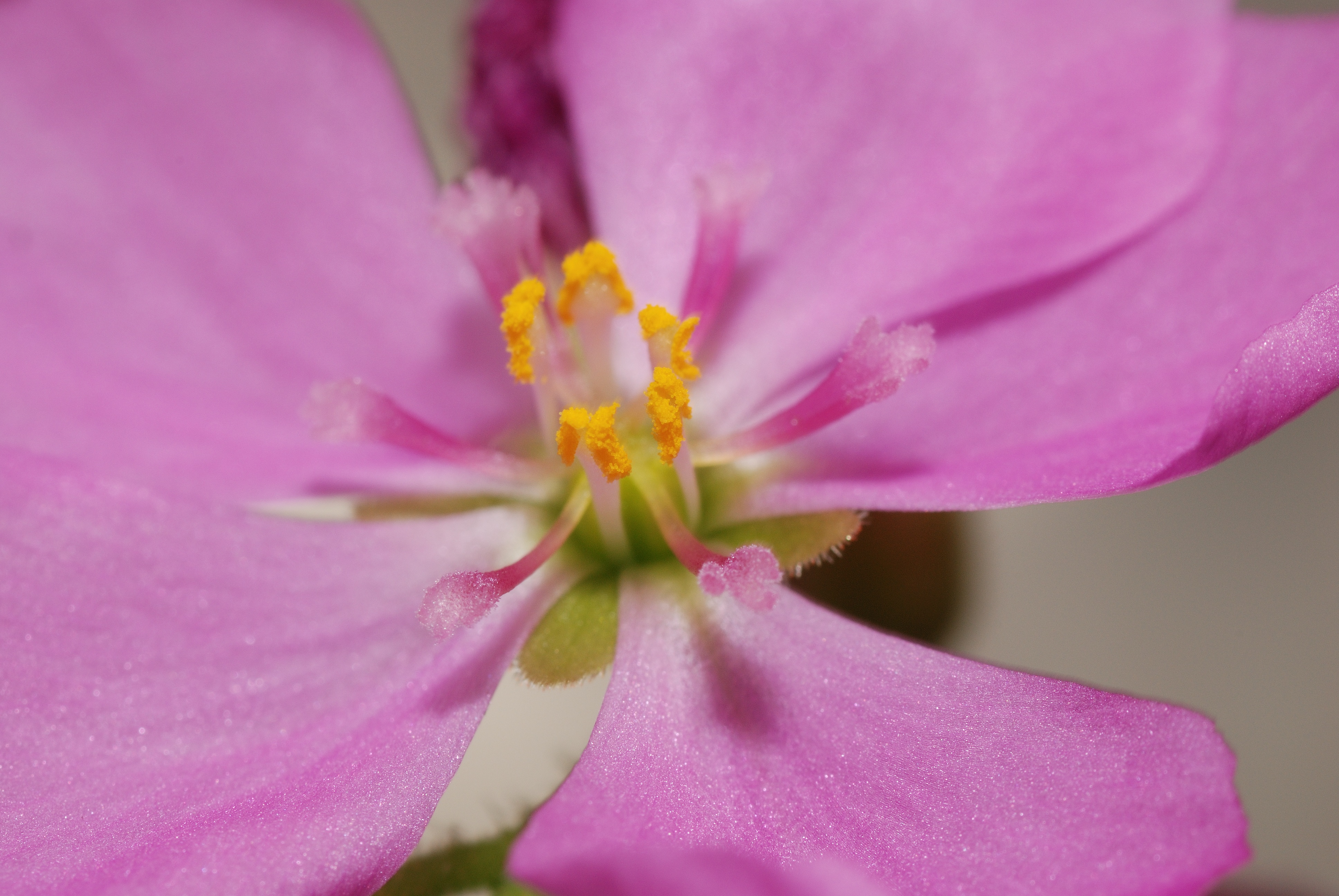
Часть цветка

## Ареал
Родина растения — Кейптаун, Южная Африка. Растение процветает на солнечных местах на бедных питательными веществами, заболоченных и неизвестковых почвах.

## Хищничество
Росянка ловит насекомых, заманивая их глянцевыми, пурпурного оттенка бусинами ложного «нектара» (которые видны на щетинках здоровых листьев); этот нектар представляет собой просто липкие капли, состоящие из пищеварительных ферментов. Выделения действуют как визуальная приманка для находящихся поблизости насекомых, поскольку они блестят на солнце (отсюда и общее название росянка). Кроме того, когда растения росянки цветут, сами цветы привлекают больше потенциальной добычи в непосредственной близости от растения.
Слизь представляет собой приблизительно четырехпроцентный водный раствор кислого полисахарида с pH около 4. Слизистые выделения Drosera capensis имеют высокую вязкость; свежая слизь может быть растянута в нить длиной до метра. Это говорит о том, что слизь в основном состоит из кислого полисахарида; эти полисахариды широко взаимодействуют и сильно гидратированы.
Drosera capensis имеет две цветовые формы: с красными и с белыми щетинками. Была выдвинута гипотеза, что визуальные сигналы, такие как окраска щетинок, могут быть фактором привлечения добычи у плотоядных растений, в дополнение к используемым обонятельным сигналам. В экспериментах с привлечением добычи плодовые мушки Drosophila melanogaster были представлены красно- и белоокрашенным формам D. capensi в лаборатории. D. melanogaster, по-видимому, не имели предпочтений в отношении цвета щетинок растений, поскольку не было никакой разницы в среднем количестве пойманных мух между двумя формами росянки. Окраска у D. capensis обусловлена пигментом антоцианом — или его отсутствием — и не влияет на ультрафиолетовую (УФ) окраску растения. Именно УФ-окраска, наряду с обонятельными сигналами, по-видимому, важна для привлечения добычи. У растений, питавшихся плодовыми мушками, наблюдался повышенный фотосинтез.

## Выращивание

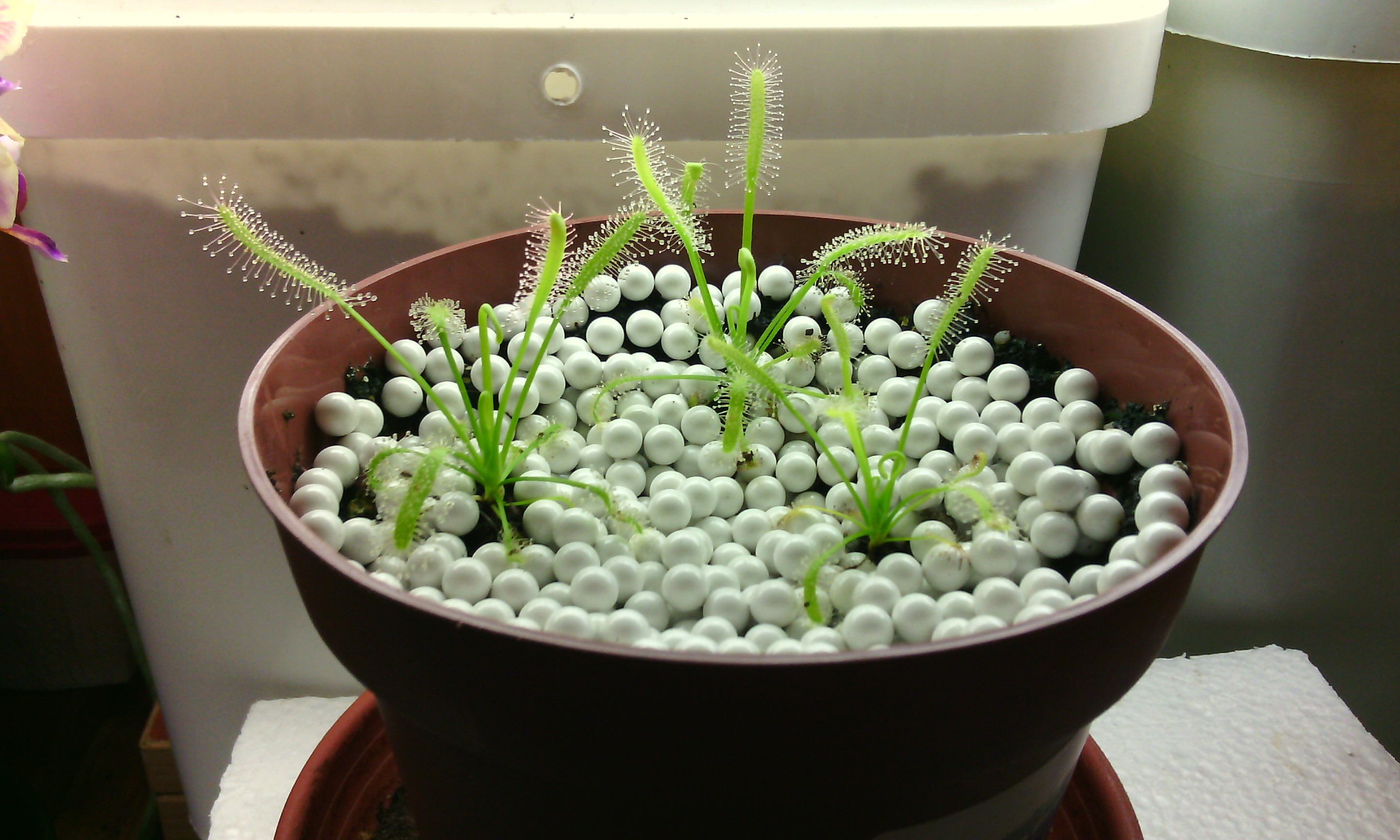
Drosera capensis 'Alba'

Популярна у цветоводов среди хищных растений. Из-за своих размеров, сравнительной неприхотливости, и большого количеством семян, она стала одним из наиболее распространённых видом росянок.
Drosera capensis имеет несколько форм или разновидностей, включая «типичную», «широколистную», «узколистную» и «красную» формы, а также сорт Drosera 'Albino'. Типичная форма отличается более широкими листьями и постепенным образованием цепляющегося стебля по мере роста. «Широколистная» форма похожа на «типичную» разновидность, но производит листья по крайней мере на 50 процентов шире, чем типичная разновидность. Узколистная форма отличается от типичной формы тем, что она редко производит высокие стебли; имеет более тонкие, длинные листья и меньше волосков на растении. Drosera capensis 'Albino' также похожа по форме на «типичную» форму, но у неё отсутствует большая часть красной пигментации типичной или узколистной формы, с прозрачными или розовыми трихомами и белыми цветами. Существует также «красная» форма, которая становится кроваво-красной при полном солнечном свете и также физически похожа на узколистную форму. Эти разновидности имеются в продаже.
Drosera capensis можно легко размножать различными способами, включая семена, черенки листьев и корневые отводки. Её нелегко убить кратковременными перепадами температур, и это, как правило, неприхотливое растение для выращивания. Кроме того, D. capensis не впадает в спячку, как некоторые другие виды росянок. Это одно из самых простых в содержании в помещении плотоядных растений. Оно прекрасно растёт на открытом воздухе, на солнечном подоконнике, если его держать в дюйме или двух воды без минералов. Для выращивания не нужен флорариум, хотя он может быть полезен.

## Инвазивность
Drosera capensis внесена в список Национального соглашения Новой Зеландии о вредных растениях, поскольку она классифицируется как инвазивный вид в этой стране, её запрещено продавать в розничных магазинах растений и любителям плотоядных растений. Вид был непреднамеренно занесен через почву, загрязненную семенами с посадками кувшинок и водяных лилий. Теперь она распространяется самостоятельно, возможно, с помощью водоплавающих птиц.
Drosera capensis также была обнаружена в Австралии. В настоящее время она обнаружена только в Новом Южном Уэльсе, но понимание распространения вида имеет важное значение для управления видом в будущем. Она была обнаружена также в штате Калифорния и классифицирована как натурализованный сорняк. Наряду с Австралией, Калифорнией и Новой Зеландией, Drosera capensis также была обнаружена в торфяных болотах Южной Америки. В настоящее время она классифицируется как инвазивный вид.